# Distretto di Sincan
Il distretto di Sincan (in turco Sincan ilçesi) è uno dei distretti della provincia di Ankara, in Turchia. Parte del distretto è compresa nel comune metropolitano di Ankara.